# Roy A. Tucker
Roy A. Tucker (Jackson, Misisipi, 1951) es un astrónomo estadounidense. Prolífico descubridor de asteroides, entre 1996 y 2009 identificó al menos 668 y codescubrió dos. Tucker se crio en Memphis, Tennessee. En 1966, se hizo miembro de la Sociedad Astronómica de Memphis y cursó un máster en instrumentación científica en la Universidad de California en Santa Bárbara. 
Trabaja como ingeniero en el laboratorio de tecnología de la imagen de la Universidad de Arizona.

## Eponimia
- El asteroide (10914) Tucker lleva este nombre en su honor.[4]